# Temporada 1900-1901 del RCD Espanyol
L'octubre de 1900 naixia la Societat Espanyola de Foot-ball, embrió de l'actual Reial Club Deportiu Espanyol, gràcies a l'afició per l'esport d'uns estudiants barcelonins. L'equip començà a jugar en l'anomenat camp de Can Grassot, al costat del temple de la Sagrada Família.

## Fets destacats
1900

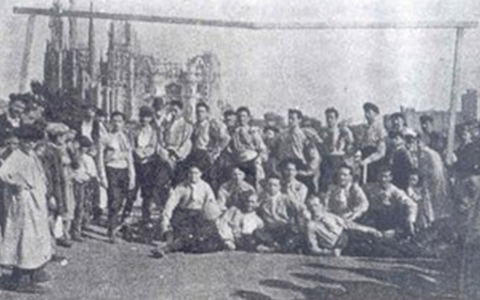
Can Grassot, el primer camp de l'Espanyol, amb la Sagrada Família al fons.

- 13 d'octubre: Àngel Rodríguez funda la Societat Espanyola de Foot-ball, juntament amb Octavi Aballí Aballí i Lluís Roca Navarra, companys seus a la Universitat de Barcelona.[1][2]
- 25 de novembre: es juga el primer partit, un amistós contra l'Hispània AC (4-4).
- 23 de desembre: al camp blaugrana de l'Hotel Casanovas té lloc el primer derbi Barcelona-Espanyol (0-0).

1901
- 3 de gener: es crea la primera Junta Directiva formada per Àngel Rodríguez Ruiz (president), Jordi Serra Serra (vicepresident), Antoni Ros i Vila (secretari), Octavi Aballí Aballí (tresorer), i els vocals Enric Montells Gatell, Telesforo Álvarez Quevedo i Marcel·lí Martino Arroyo.
- 13 de gener: s'absorbeix la secció de futbol de la Societat Deportiva Santanach. Al voltant d'aquesta data també es produeix la fusió amb el Foot-ball Club Espanyol, un petit grup d'universitaris amb qui compartien el camp de Can Grassot, i que vestien samarreta blanca i pantaló blau, colors que són adoptats per la Societat Espanyola continuant aquesta a partir d'aquí amb el nom de Club Espanyol de Foot-ball.[3]
- 27 de gener: Gaspar Moner té l'honor de ser el primer jugador a marcar en un derbi Barcelona-Espanyol; un gol que suposa, a més, el primer del Club en competició oficial.[4]
- 10 de febrer: primera visita d'un club barceloní a Tarragona, en partit de la Copa Macaya i amb victòria de l'Espanyol (0-2).
- 21 de març: l'Espanyol abandona la Copa Macaya en solidaritat amb el FC Barcelona, que també s'havia retirat en protesta pel suposat favoritisme del Comitè envers l'Hispània.

## Plantilla
| Primer equip |

| - POR Rafael Balmes - DEF Telesforo Álvarez Quevedo - DEF Joaquim Carril de Monasterio [4] - MIG Octavi Aballí Aballí | - MIG Luciano Lizárraga [4] - MIG Enric Montells Gatell [2] - DAV Gaspar Moner - DAV Àngel Ponz i Junyent | - DAV Àngel Rodríguez Ruiz - DAV Àngel Ruiz - DAV Joaquim Sánchez |

| Segon equip |

| - POR Julià Mora - DEF Ignacio Aracil - DEF Marià Galobardes [4] - DEF Raimundo Uriz - MIG Joan Alcalá del Olmo Puig - MIG Miquel Bernat - MIG Guillem Galiardo - MIG Víctor Joan González Rivera | - MIG Eduard Miquel - MIG Josep Morell [3] - MIG Antoni Robert - MIG Jordi Serra Serra - MIG Antoni Solé - MIG Ricardo Yáñez [1] - DAV P. Álvarez - DAV Barroso | - DAV Narcís Deop Pujals [4] - DAV Joaquim Escardó Salazar - DAV Gensen - DAV Marcel·lí Martino Arroyo - DAV Santiago Méndez Mauri - DAV Joaquim Rodríguez Barrera - DAV Antoni Ros i Vila [3] - DAV Juli Ruiz |

| Infantil |

| - POR Alfons Torres - DEF Bani - DEF Camps - MIG José María Garrido | - MIG Joan Gost - MIG Mir - DAV Borés - DAV Francisco Bru Sanz [3] | - DAV Agustí Camps Guitart - DAV Andreu Camps Sala - DAV Sebastià Casanellas - DAV Joaquim García |

| Altes                     | Procedència  |
| MIG Ricardo Yáñez         | SD Santanach |
| MIG Enric Montells Gatell | FC Espanyol  |
| MIG Víctor Joan González  | Català FC    |

| P   | Jugador           | C. Macaya | C. Macaya |
| P   | Jugador           | PJ        | G         |
| --- | ----------------- | --------- | --------- |
| POR | Rafael Balmes     | 3         | -6        |
| DEF | Telesforo Álvarez | 3         | -         |
| DEF | Joaquim Carril    | 3         | -         |
| MIG | Luciano Lizárraga | 3         | -         |
| MIG | Enric Montells    | 3         | -         |
| MIG | MIG Octavi Aballí | 2         | -         |
| MIG | Miquel Bernat     | 1         | 1         |
| MIG | Guillem Galiardo  | 1         | -         |
| MIG | Antoni Solé       | 1         | -         |
| DAV | Àngel Ponz        | 3         | -         |
| DAV | Àngel Rodríguez   | 3         | -         |
| DAV | Joaquim Sánchez   | 3         | 1         |
| DAV | Gaspar Moner      | 2         | 1         |
| DAV | Àngel Ruiz        | 1         | -         |
| DAV | Santiago Méndez   | 1         | -         |
|     | Sense dades       |           | 3         |

| Balmes T. Álvarez Carril Lizárraga Montells Aballí Munner A. Ponz J. Sánchez A. Rodríguez A. Ruiz |
| Onze tipus                                                                                        |

| P   | Jugador           | C. Macaya | C. Macaya |
| P   | Jugador           | PJ        | G         |
| --- | ----------------- | --------- | --------- |
| POR | Rafael Balmes     | 3         | -6        |
| DEF | Telesforo Álvarez | 3         | -         |
| DEF | Joaquim Carril    | 3         | -         |
| MIG | Luciano Lizárraga | 3         | -         |
| MIG | Enric Montells    | 3         | -         |
| MIG | MIG Octavi Aballí | 2         | -         |
| MIG | Miquel Bernat     | 1         | 1         |
| MIG | Guillem Galiardo  | 1         | -         |
| MIG | Antoni Solé       | 1         | -         |
| DAV | Àngel Ponz        | 3         | -         |
| DAV | Àngel Rodríguez   | 3         | -         |
| DAV | Joaquim Sánchez   | 3         | 1         |
| DAV | Gaspar Moner      | 2         | 1         |
| DAV | Àngel Ruiz        | 1         | -         |
| DAV | Santiago Méndez   | 1         | -         |
|     | Sense dades       |           | 3         |

| Balmes T. Álvarez Carril Lizárraga Montells Aballí Munner A. Ponz J. Sánchez A. Rodríguez A. Ruiz |
| Onze tipus                                                                                        |

## Resultats i classificacions
| Amistosos |

| 25 novembre 1900 | Hispània AC                                                                                             | 4 – 4         | Societat Espanyola                                                                                     | Barcelona   |  |
| 10:00            | S. Morris J. Soler, Ortiz Sanmartín, Soley, Marià Maspons H. Morris, L. Valls, Green, F. Lomba, J.Black | La Vanguardia | Lizarraga A. Solé, Galobardes Miquel, Carril, Robert Montells, Ponz, Àngel Rodríguez, A. Ruiz, J. Ruiz | Velo-Club · |  |

| 8 desembre 1900 | Hispània AC                                                                               | 7 – 1         | Societat Espanyola                                                                                       | Barcelona                          |  |
| 10:00           | Paniagua J. Soler, Ortiz Sanmartín, R. Maspons L. Valls, F. Lomba, Green, R. Soler, Soley | La Vanguardia | Carril Lizarraga, Galobardes Miquel, A. Solé, Robert Montells, Ponz, Àngel Rodríguez, A. Ruiz, S. Méndez | Velo-Club · Albert Serra i Guixà · |  |

| 9 desembre 1900 | SD Santanach                                                                                    | 4 – 0                      | Societat Espanyola | Barcelona                                                                   |  |
| 09:00           | M. Garriga Salvat, Rams A. Santanach, Navarro, G. Ríos Yáñez, Rovira, Moysi, Sunyer, Monasterio | Los Deportes La Vanguardia |                    | Hotel Casanovas · Lluís d'Ossó i Serra · Joan Rosich · Lluís Roca Navarra · |  |

| 9 desembre 1900 | Societat Espanyola (2n equip) | 0 – 2        | Aplec Escolar | Barcelona     |  |
| 09:00           |                               | Los Deportes |               | Can Grassot · |  |

| 23 desembre 1900 | FC Barcelona                                                                                    | 0 – 0                             | Societat Espanyola                                                                                       | Barcelona                                                          |  |
| 15:00            | Reig J. Negre, Caralt P. Vidal, P. Cabot, J. Elías Llorens, Blanco, Quintana, R. Margarit, Durá | Los Deportes (1) Los Deportes (2) | Galobardes Carril, T. Álvarez Aballí, Lizarraga, Bernat A. Ruiz, Montells, Àngel Rodríguez, Robert, Ponz | Hotel Casanovas · A.J. Smart · Gordon Franck Bastow · P. Álvarez · |  |

| 30 desembre 1900 | FC Català | 1 – 1                      | Societat Espanyola                                                                                                 | Barcelona                                                              |  |
| 15:00            | Vila (p) Planells · Degollada, Pujol · Castells, Vila, F. Valls · Labarta, M. Molina, Garcés, Pascual, Gispert | Los Deportes La Vanguardia | (a) Lizarraga · Carril, T. Álvarez · Aballí, Àngel Rodríguez, Bernat · Galobardes, S. Méndez, Montells, Mora, Ponz | Velòdrom de la Bonanova · John Parsons · Antoni Marquès · P. Álvarez · |  |

| 31 desembre 1900 | Societat Espanyola (2n equip) | 1 – 0        | Aplec Escolar | Barcelona     |  |
| 15:00            |                               | Los Deportes |               | Can Grassot · |  |

| 13 gener 1901 | Societat Espanyola | 2 – 1                      | SD Santanach | Barcelona         |  |
| 09:30         |                    | Los Deportes La Vanguardia |              | Hotel Casanovas · |  |

| 20 gener 1901 | FC Català (2n equip)                                                                                           | 3 – 1        | Club Espanyol (2n equip)                                                                                    | Barcelona                                                  |  |
| 10:00         | R. Marquès Pujol, Joan García M. Molina, Montoliu, Balaguer Joan Rosich, M. Oliver, A. Marquès, Serra, Prunell | Los Deportes | Deop A. Solé, Aracil Alcalá, J. Serra, V.J. González Barroso, Àngel Rodríguez, J. Ruiz, Escardó, P. Álvarez | Velòdrom de la Bonanova · Ernest Gispert · Ricardo Yáñez · |  |

| 27 gener 1901 | FC Català (2n equip)                                                                                           | 1 – 0        | Club Espanyol (2n equip)                                                                               | Barcelona                                                              |  |
| 10:00         | R. Marquès Pujol, Joan García M. Molina, Montoliu, Balaguer Joan Rosich, M. Oliver, A. Marquès, Serra, Prunell | Los Deportes | Deop A. Solé, Aracil Mora, J. Serra, V.J. González P. Álvarez, J. Rodríguez, Martino, J. Ruiz, Escardó | Velòdrom de la Bonanova · Ernest Gispert · Joan Alcalá del Olmo Puig · |  |

| 2 febrer 1901 | Club Espanyol (1r/2n equip) | 0 – 1 | Aplec Escolar | Barcelona         |  |
| 10:00         |                             |       |               | Hotel Casanovas · |  |

| 2 febrer 1901 | Hispània AC (1r/2n equip) | 1 – 2 | Club Espanyol (1r/2n equip) | Barcelona      |  |
| 15:00         |                           |       |                             | Frare Blanch · |  |

| 18 febrer 1901 | Team Anglès (infantil) | 4 – 3        | Club Espanyol (infantil)                                                                       | Barcelona                                 |  |
| 15:00          | G.S. Williams A. Williams, Vincent Amat C. Noble, Bazley, Sargent G. Noble, R. Noble, F. Parsons, E. Harris, D. Alexander | Los Deportes | Torres Bani, Camps Mir, Garrido, J. Gost Camps S., Camps G., Joaquim García, Borés, Casanellas | Hotel Casanovas · Miquel Valdés i Padró · |  |

| 24 febrer 1901 | FC Barcelona (1r/2n equip) | 6 – 0        | Club Espanyol                                                                                          | Barcelona                                                         |  |
| 15:00          | Gamper · J. Parsons · Ossó · (a) · Reig · Mauchan, Girvan · Blanco, Terrades, Valdés · Ossó, A. Black, Gamper, J. Parsons, A. Witty | Los Deportes | Mora T. Álvarez, Carril G. Galiardo, Lizarraga, Yáñez Ponz, Sánchez, Munner, Àngel Rodríguez, Montells | Hotel Casanovas · Joseph Black · Orestes Quintana · Antoni Solé · |  |

| 10 març 1901 | Hispània AC (2n equip) | 0 – 2                      | Club Espanyol (2n equip)                                                                       | Barcelona                                                     |  |
| 09:30        |                        | Los Deportes La Vanguardia | Mora A. Solé, Aracil V.J. González, Yáñez, Bernat P. Álvarez, Deop, S. Méndez, Gensen, J. Ruiz | Muntaner · Àngel Rodríguez Ruiz · Joan Alcalá del Olmo Puig · |  |

| 31 març 1901 | FC Barcelona | 7 – 0        | Club Espanyol                                                                                       | Barcelona                       |  |
| 15:00        | Gamper · Meyer · J. Parsons · Reig · Smart, Girvan · P. Cabot, Terrades, Valdés · J. Parsons, A. Witty, Gamper, Meyer, A. Black | Los Deportes | Mora T. Álvarez, Carril V.J. González, G. Galiardo, Bernat Ponz, Sánchez, A. Ruiz, Munner, Montells | Hotel Casanovas · Otto Gmelin · |  |

| 8 abril 1901 | FC Barcelona (2n/3r equip) | 0 – 7        | Club Espanyol (2n equip)                                                                                          | Barcelona                                                 |  |
| 15:00        |                            | Los Deportes | (a) · Lizarraga · A. Solé, Uriz · V.J. González, G. Galiardo, Bernat · Mora, J. Ruiz, S. Méndez, Deop, P. Álvarez | Hotel Casanovas · Geordie Girvan · Àngel Rodríguez Ruiz · |  |

| Copa Macaya |

| 27 gener 1901   | FC Barcelona                                                                                              | 4 – 1                      | Club Espanyol | Barcelona                                      |  |
| 15:00 Jornada 1 | Gamper Reig · Mauchan, Girvan · Maier, Terrades, Valdés · A. Witty, A. Black, Gamper, J. Parsons, Freeman | Los Deportes La Vanguardia | Munner Balmes · Carril, T. Álvarez · Lizarraga, Montells, Aballí · Munner, Ponz, Sánchez, Àngel Rodríguez, A. Ruiz | Hotel Casanovas · P. Álvarez · Owen E. Gooch · |  |

| 3 febrer 1901   | Club Franco-Espanyol | 0 – 3                      | Club Espanyol | Barcelona                                    |  |
| 15:00 Jornada 2 |                      | Los Deportes La Vanguardia |               | Camp de l'Arpa · A. Mauchan (no presentat) · |  |

| 10 febrer 1901  | AUF Tarragona                                                                                        | 0 – 2                      | Club Espanyol | Tarragona                                                 |  |
| 15:00 Jornada 3 | Pallejà Comaposada, Antoni López Moret, Tarín, A. Soler Antoni Ríos, E. Andreu, Guasch, Pous, Iborra | Los Deportes La Vanguardia | Sánchez · Bernat Balmes · Carril, T. Álvarez · A. Solé, Lizarraga, Bernat · S. Méndez, Montells, Àngel Rodríguez, Sánchez, Ponz | Velòdrom de Tarragona · 4000 espectadors · Carles Soley · |  |

| 10 març 1901                                     | Hispània AC                                                                                         | 2 – 0                      | Club Espanyol                                                                                             | Barcelona          |  |
| 15:30 Inauguració del camp de Muntaner Jornada 4 | S. Morris Hamilton, Gold Sanmartín, Marià Maspons, Ortiz H. Morris, F. Lomba, Green, Leigh, J.Black | Los Deportes La Vanguardia | Balmes Carril, T. Álvarez G. Galiardo, Lizarraga, Aballí Àngel Rodríguez, Munner, Sánchez, Ponz, Montells | Muntaner · Kings · |  |

| 19 març 1901    | Club Espanyol | (no presentat)             | Club Franco-Espanyol | Barcelona      |  |
| 15:00 Jornada 5 |               | Los Deportes La Vanguardia |                      | Frare Blanch · |  |

Nota: l'equip es retirà a la segona volta; curiosament no va poder estrenar el camp del Frare Blanch en partit oficial perquè el Franco-Espanyol no s'hi va presentar, tot just dos dies abans que l'Espanyol es retirés.
| Pos | Equip                | PJ | PG | PE | PP | GF | GC | DG  | Pts | Classificació |
| --- | -------------------- | -- | -- | -- | -- | -- | -- | --- | --- | ------------- |
| 1   | Hispània AC (C)      | 8  | 7  | 1  | 0  | 39 | 2  | +37 | 15  | Campió        |
| 2   | FC Barcelona         | 8  | 6  | 1  | 1  | 51 | 4  | +47 | 13  |               |
| 3   | Club Espanyol        | 8  | 3  | 0  | 5  | 6  | 6  | 0   | 6   |               |
| 4   | AUF Tarragona        | 8  | 2  | 0  | 6  | 0  | 30 | −30 | 4   |               |
| 5   | Club Franco-Espanyol | 8  | 1  | 0  | 7  | 0  | 54 | −54 | 2   |               |
| 6   | SD Santanach         | 0  | 0  | 0  | 0  | 0  | 0  | 0   | 0   | (Nota)        |